# Thoiré-sur-Dinan
Thoiré-sur-Dinan é uma comuna francesa na região administrativa do País do Loire, no departamento de Sarthe. Estende-se por uma área de 5.99 km². Em 2010 a comuna tinha 100 habitantes (densidade: 16,7 hab./km²).